# Mitchell–Netravali滤波器
Mitchell–Netravali滤波器或BC–样条是一组主要用于计算机图形学的重建滤波器，例如，可被用于抗锯齿或缩放光栅图形。它们在图像编辑程序中也被称为双三次滤波器，因为它们是二维三次样条。 

## 定义

Mitchell–Netravali滤波器的图，带有参数B = C = 1/3 。

Mitchell–Netravali滤波器是作为对重建滤波器失真（artifacts）调查的一部分而被设计的。滤波器是具有四像素宽支撑的分段三次滤波器。从这个系列中排除不合适的滤波器后，例如不连续的曲线，仍然存在两个参数B和C ，通过它们可以配置Mitchell–Netravali滤波器。滤波器定义如下：
{\displaystyle k(x)={\frac {1}{6}}{\begin{cases}{\begin{array}{l}(12-9B-6C)|x|^{3}+(-18+12B+6C)|x|^{2}\\\qquad +(6-2B)\end{array}}&{\text{, if }}|x|<1\\{\begin{array}{l}(-B-6C)|x|^{3}+(6B+30C)|x|^{2}\\\qquad +(-12B-48C)|x|+(8B+24C)\end{array}}&{\text{, if }}1\leq |x|<2\\0&{\text{其他情况}}\end{cases}}}
通过分离构造 Mitchell–Netravali滤波器的二维版本有可能的。在这种情况下，滤波器可以被一维滤波器的一系列插值代替。从四个相邻像素的颜色值{\displaystyle P_{0}}, {\displaystyle P_{1}}, {\displaystyle P_{2}}, {\displaystyle P_{3}}然后计算颜色值{\displaystyle P(d)}如下：
{\displaystyle {\begin{aligned}P(d)&\textstyle =\left((-{\frac {1}{6}}B-C)P_{0}+(-{\frac {3}{2}}B-C+2)P_{1}+({\frac {3}{2}}B+C-2)P_{2}+({\frac {1}{6}}B+C)P_{3}\right)d^{3}\\&\textstyle +\left(({\frac {1}{2}}B+2C)P_{0}+(2B+C-3)P_{1}+(-{\frac {5}{2}}B-2C+3)P_{2}-CP_{3}\right)d^{2}\\&\textstyle +\left((-{\frac {1}{2}}B-C)P_{0}+({\frac {1}{2}}B+C)P_{2}\right)d\\&\textstyle +{\frac {1}{6}}BP_{0}+(-{\frac {1}{3}}B+1)P_{1}+{\frac {1}{6}}BP_{2}\\\end{aligned}}}
{\displaystyle P}介于{\displaystyle P_{1}}和{\displaystyle P_{2}} ; {\displaystyle d}是{\displaystyle P_{1}}和{\displaystyle P}之间的距离。

## 主观效果
如下图所示，参数B和C的某些选择可能会导致各种失真。研究人员推荐参数数值来自{\displaystyle B+2C=1} （虚线）家族和尤其是{\displaystyle \textstyle B=C={\frac {1}{3}}}作为一个令人满意的妥协。

使用各种 Mitchell-Netravali 滤波器重建图像的主观外观。

## 实现
以下参数导致常见图像编辑程序中使用的众所周知的三次样条
| B   | C    | 三次样条           | 常见的实现                     |
| --- | ---- | ------------------ | ------------------------------ |
| 0   | Any  | Cardinal splines   |                                |
| 0   | 0.5  | Catmull-Rom spline | GIMP中的双三次滤波器           |
| 0   | 0.75 | Unnamed            | Adobe Photoshop中的双三次滤镜  |
| 1/3 | 1/3  | Mitchell–Netravali | ImageMagick中的 Mitchell滤波器 |
| 1   | 0    | B样条              | Paint.NET中的双三次滤波器      |

## 例子
- 在GIMP(Catmull-Rom) 中使用双三次滤波器进行放大
- 在Paint.NET（B样条）中使用双三次滤波器进行放大

## 参阅
- 振鈴效應
- 各向异性过滤